# Ngân sách
Ngân sách hay ngân quỹ (tiếng Anh và tiếng Pháp đều là: Budget) nói chung là một danh sách tất cả các chi phí và doanh thu theo kế hoạch. Đây là một kế hoạch cho tiết kiệm và chi tiêu.
Ngân sách là một khái niệm quan trọng trong kinh tế vi mô, trong đó sử dụng dòng ngân sách để minh họa cho sự đánh đổi giữa hai hoặc nhiều hàng hoá. Trong điều kiện khác, ngân sách là một kế hoạch tổ chức được nêu trong các điều khoản tiền tệ.
Tóm lại, mục đích của ngân sách là để:
- Cung cấp những dự đoán về các khoản thu và chi, có nghĩa là xây dựng một mô hình kinh doanh của chúng ta như thế nào để có thể thực hiện về tài chính, có nghĩa rằng nếu có chiến lược nhất định thì các sự kiện và kế hoạch được thực hiện.
- Kích hoạt các hoạt động tài chính thực tế của doanh nghiệp được đo với dự báo.